# Абдуллаева, Мунаввара
Мунаввара Абдуллаева (род. 5 апреля 1950, Маргилан) — узбекская актриса, режиссёр, педагог, признанный мастер национального театрального искусства. Заслуженный наставник молодёжи Республики Узбекистан (2000).

## Биография
Родилась в рабочей семье. В 1966 году окончила среднюю общеобразовательную школу, в 1971 году — Маргиланский планово-экономический техникум (отделение «товароведение»). В 1975 году окончила Ташкентский театрально-художественный институт имени А. Н. Островского по специальности «актёр театра и кино».
С 1975—1976 годах работала актрисой в Сырдарьинском областном музыкальном театре. В 1976—1978 годах была аспирантом-стажёром Московского государственного института театрального искусства имени Луначарского. С 1978 года доцент, преподаватель Ташкентского государственного института искусств имени М. Уйгура.
В 2000 году присвоено звание «Заслуженный наставник молодёжи Республики Узбекистан».
В 2023 году удостоена ордена «Мехнат шухрати».
Среди выпускников Абдуллаевой есть Заслуженные артисты Республики Узбекистан: Мирза Холмедов, Мадина Мухтарова, Абдураим Абдувахабов, Бехзод Абдукаримов и другие.

## Творчество
Наряду с преподаванием занимается профессиональной режиссёрской деятельностью. В различных театрах Республики Узбекистан осуществила постановку почти 30 спектаклей. Отдельные постановки отмечены премиями и призами Узбекистана и зарубежных стран:
- «Дом на границе» С. Мрожека (Ферганский русский театр; 1995) — Приз за оригинальную режиссуру.
- «Чимилдик» Э. Хушвактова (Национальный Республиканский театр; 1997) — Орден Дружбы Народов, приз на Всемирном театральном фестивале в Египте.

### Актриса
- 1972 — Горы зовут — Малука
- 1986 — Зумраша — уборщица
- 1986 — Вечера в белом домике — мать
- 1987 — Ласточка — женщина
- 1996 — Учитель — Хадичахон
- 1998 — Маленький лекарь — Хайринисо
- 1999 —  Белый лебедь — мать
- 2000 —  Наследственные поля — судья
- 2000 —  Фазли — сваха
- 2001 —  Женский пол— Чиннигуль
- 2002 —  Галоши — жена
- 2002 —  Незнакомый богатырь — мать
- 2004 —  Дети неба — сотрудник ЗАГСа
- 2004 —  Мальчики в небе-2 — эпизод
- 2006 —  Коварный мир — Разия, мать Эльёра
- 2006 —  Небо близко — мать Кадыра
- 2008 —  Игра[4]— мать Джамшида
- 2009 —  Заблудшие — мать Салахиддина
- 2010 —  24 часа — мать Санжара
- 2011 —  Обманутая женщина
- 2012 —  Дыня
- 2012 —  Подлость — доктор
- 2015 —  Слёзы — эпизод
- 2018 —  Горячая лепёшка